# Alessio Di Basco
Alessio Di Basco (Vecchiano, 18 novembre 1964) è un dirigente sportivo ed ex ciclista su strada italiano.
Professionista dal 1987 al 1997, conta la vittoria di una tappa al Giro d'Italia e una tappa alla Vuelta a España.

## Carriera
I principali successi da professionista furono una tappa al Giro d'Italia 1988, una tappa alla Settimana Ciclistica Bergamasca nel 1990, una tappa al Tour de Suisse 1992, una tappa alla Vuelta a España 1994, una tappa alla West Virginia Classic e due tappe alla Volta a Portugal nel 1995. Partecipò a sette edizioni del Giro d'Italia e due della Vuelta a España.
Dopo il ritiro, dal 2020 al 2021 è stato direttore sportivo del team Amore & Vita.

## Palmarès
- 1988

9ª tappa Giro d'Italia (Pienza > Marina di Massa)
- 1990

5ª tappa Settimana Ciclistica Bergamasca (Treviglio)
- 1992

1ª tappa Tour de Suisse (Dübendorf > Dübendorf)
- 1994

15ª tappa Vuelta a España (Santo Domingo de la Calzada > Santander)
- 1995

1ª tappa Volta a Portugal (Lisbona > Sintra)
10ª tappa Volta a Portugal (Tarouca > Macedo de Cavaleiros)
5ª tappa West Virginia Classic

### Altri successi
- 1988

Circuito di Firenze
- 1994

Classifica sprint speciali Vuelta a España
- 1995

Criterium di Göppingen
Criterium di Monaco di Baviera
Classifica a punti Volta a Portugal

## Piazzamenti

### Grandi Giri
- Giro d'Italia

1987: 122º
1988: 109º
1989: 138º
1990: 163º
1992: 120º
1994: ritirato (14ª tappa)
1995: ritirato (1ª tappa)
- Vuelta a España

1994: 112º
1997: 81º

### Classiche monumento
- Milano-Sanremo

1988: 66º